# Plaça d'en Joanic
Plaça d'en Joanic és una plaça del barri de Gràcia de Barcelona. Porta des de 1877 el cognom dels darrers propietaris de l'antiga finca que ocupa avui la plaça i que s'encarregaren d'urbanitzar la zona.

## Descripció
És una plaça rectangular de 4.528 m² que es troba enquadrada al nord pel carrer de Bruniquer, al sud pel carrer de Ramón y Cajal i a l'est amb el carrer de l'Escorial. També és el cap del Passeig de Pi i Maragall. La part exterior de tota la plaça es troba enjardinada, hi destaquen dos arbres de l’amor catalogats per l'Ajuntament; La part central es manté de terra amb una filera de bancs tant al costat est com a l'oest. A la banda nord i d'oest a est, hi ha una estació de Bicing, una àrea de joc infantil parcel·lada, un mur de pedra amb una font de dues aixetes i l'entrada per a vehicles d'un aparcament subterrani. A l'extrem sud es troben dues taules de tenis taula i la sortida a peu de l'aparcament.

## Història
La construcció de la plaça es feu com a part del procés d'urbanització de la zona. Els terrenys esdevingueren propietat de la família Joanich el 17 de maig de 1808 quan el farmacèutic barceloní Antoni Sala vengué una parcel·la de dotze mujades a Josep Joanich i Masoveu. El seu net, n'Esteve Joanich, va ser qui va encarregar-ne la urbanització al mestre d'obra Pau Jambrú i Traserras, el qual presentà el projecte a l'Ajuntament de la vila el 2 desembre de 1876; projecte que fou aprovat un mes més tard. Envoltant la plaça s'edificaren cases d'una sola planta, a excepció del cantó de llevant, corresponent al Torrent de Cal Comte (actualment el carrer de l'Escorial), on hi havia el mur alt que resguardava la finca del mateix nom.
Al nord de la plaça s'instal·là el 1882 una deu de ferro costejada per l'Ajuntament i per diversos veïns. Era una font de ferro d'una única aixeta ornamentada amb l'escut de Gràcia, tenia un peu d'obra i estava coronada per un llum de gas.
El Gremi de Propietaris de Gràcia va sol·licitar al consistori poder instal·lar un mercat diari a la plaça, però aquesta instància de finals de 1883 no va ser acceptada. Tanmateix, l'Ajuntament va reglamentar la instal·lació de parades de venda a la plaça el 4 de gener de 1888, per tal d'apaivagar el conflicte obert entre els paradistes del mercat de la plaça Gran i la plaça d'Isabel. Per consegüent, la plaça esdevenia la tercera del barri amb servei de mercat. En aquells anys, l'espai central de la plaça s'omplia per la feina dels paradistes al matí i pels jocs de la jovenalla a la tarda.
Ben aviat, la plaça esdevingué un pol festiu més de la Festa Major, perquè va ser l'espai on s'instal·laven els firaires. Entre les parades, hi destacaven els cavallets.
El 1930, es va iniciar la urbanització de la finca de Cal Comte, fet que va portar la destrucció del mur que limitava l'extrem est de la plaça. Durant la Guerra Civil espanyola es va construir un refugi antiaeri a la plaça que tenia fins a quatre entrades.
Es procedí a enjardinar el contorn de la plaça donant centralitat a l'espai de joc cap a 1960. Aquesta remodelació no va escapar de la polèmica, perquè feu que ja no es poguessin instal·lar els firaires durant la Festa Major de Gràcia i s'haguessin de traslladar al Passeig de Sant Joan.
Un fet cabdal va ser la posada en servei de l'estació de metro de la Línia 4 del mateix nom el febrer de 1973, les dues boques de la qual se situaven a tocar de la plaça.
El 12 de juliol de 1996 el Consell Plenari de l’Ajuntament de Barcelona va incorporar els dos exemplars d'arbre de l’amor, presents a la plaça des de 1956, al catàleg d'arbres d’interès local amb el número de registre 0118-06-96.
La darrera gran reforma de la plaça va tenir lloc a principis de la dècada de 2000, quan s'aixecà el parc per construir un aparcament subterrani de 262 places en tres plantes. Durant la construcció es va decidir mantenir només una part del refugi antiaeri. Va ser inaugurada de nou el 5 d'abril de 2003.